# ウーキー

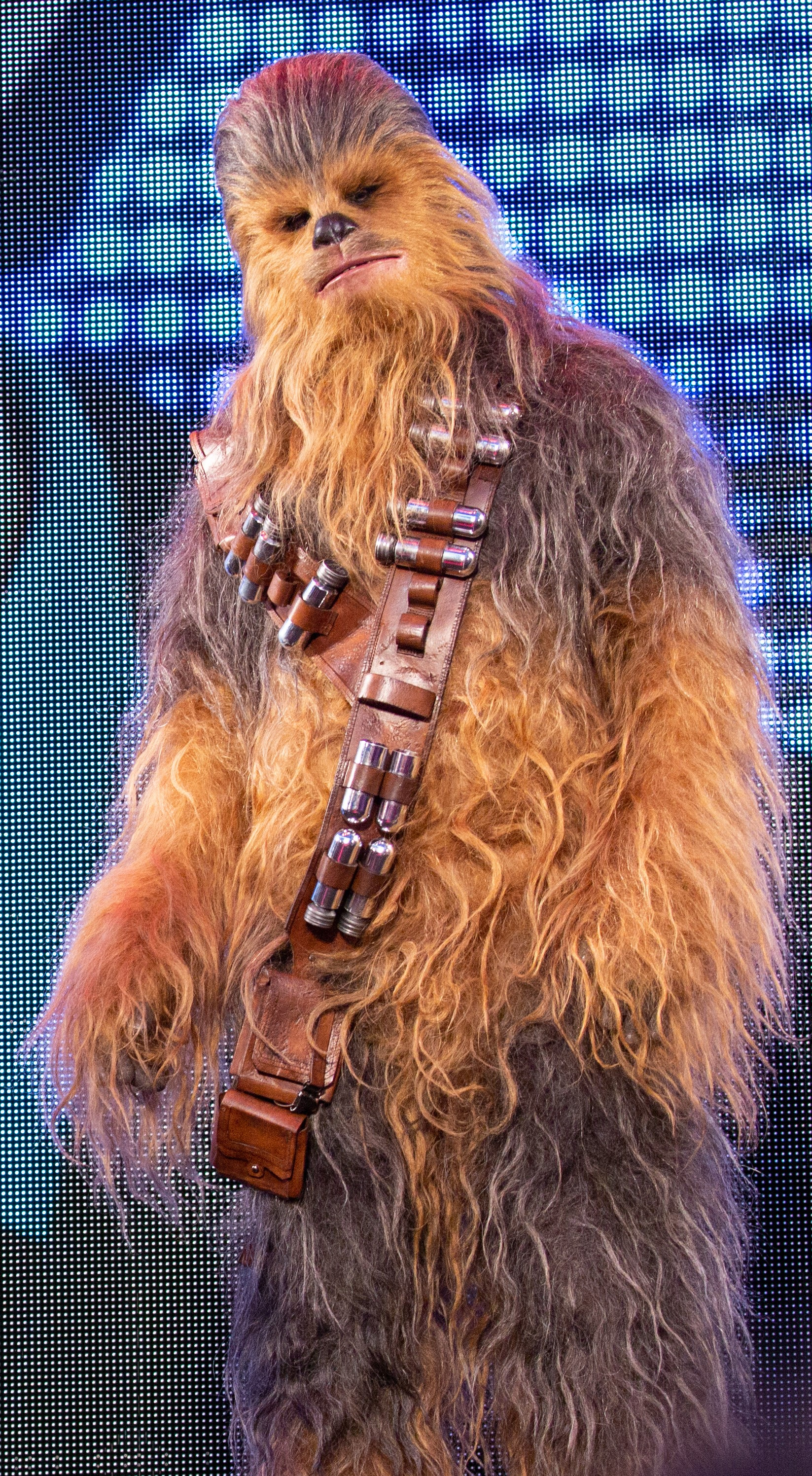
2018年『ハン・ソロ/スター・ウォーズ・ストーリー』ジャパンプレミアに登場したウーキー族のチューバッカ

ウーキー（wookiee）は、映画『スター・ウォーズシリーズ』に登場する架空の種族。映画に登場するチューバッカの種族として有名。

## 概要

### 身体的特徴
惑星キャッシークの先住民族で、身長2メートル以上の毛むくじゃらの身体と時折あげる咆哮ゆえに、下等な未開民族であるかのような誤解も受けやすく、しばしば他の種族によって不当な扱いを被る事がある。非常に怪力で強力な鉤爪も備えているが、争いで使用することは滅多になく、主に故郷での樹上生活の際に使用する程度である。

### 文化
基本的に誇り高く聡明で、また非常に義理堅い。特に「命の借り」と呼ばれる命の恩人に対する忠誠は一生続く事もある。また勇敢な戦士にして、長命で思慮深く、なにより名誉を重んじる種族である。共和国時代から、その存在は畏敬を持って語られ、彼らを助ける事も、また助けられる事も、大変栄誉な事だとされている。同族如何に関わらず、ウーキーは「名誉家族」と認めた相手に本物の家族と同様の絆を持つ慣習がある。ジェダイ・マスターヨーダも、過去にウーキーを奴隷商人から救った経緯から、「名誉家族」の一員として受け入れられており、オーダー66が発令された際は、我が身を賭して、この「家族」を危険から救っている。
突然怒り出す癇癪持ちのような印象を受ける事もあるが、それは彼らの表情が外見からは計り難いからに他ならず、オーバーアクションなのも、感情をボディーランゲージで示しているだけに過ぎない。ウーキー族は非常に忍耐強いだけに、怒り出したら大爆発するのである。一度怒れば、後に遺恨を残さないのもまた、ウーキー族の長所である。
狩猟民族であるため皆が勇敢な戦士であり、総じて強靭な肉体を誇り、特にその腕力は非常に高い。その一方で繊細な感覚も持っており最先進技術にもかなり精通している。 彼らは、近代的な宇宙船を修理する事も出来るし、「ボウキャスター」と呼ばれる兵器も開発した。
主に愛用する武器は、金属製の矢をビームエネルギーでコーティングした状態で撃ち出す、ウーキー族の射撃武装である「ボウキャスター」（別名：ウーキー・クロスボウ）。非常に高い威力を誇るが、射撃の際の反動も大きい。これを苦もなく使いこなせるのはウーキー族の強靭な肉体があればこそと言える。

### 言語
彼らは独特の咆哮を用いて会話をする。一般的にウーキー以外がこれを理解して習得するのは難しい。ハン・ソロは幼い頃、育ての親とも言うべきウーキー族の女性デューラナとの交流を通し、独学で彼らの言語を理解できるまでに至ったとされる。
顎の構造の問題でベーシック（基準言語）を発音する事は出来ないが、知能指数が高いため理解することはできる。他種族との会話はドロイドや通訳、翻訳機を介する事になるが、それらがなくても意思疎通は十分に可能である。

### 歴史
近隣惑星トランドーシャの爬虫類型種族トランドーシャンとは、古くから抗争が絶えない。奴隷商人を生業とする彼らは、ウーキーは過酷な労働に良く耐え、死ねば毛皮として売れる良い商品だとすら見なしていたのである。
銀河元老院に議員を派遣するなどウーキーは中央の政治に積極的に関与していたが、クローン大戦が勃発すると、戦略的に重要な位置にあったキャッシークは独立星系連合の勧誘を拒んだために侵略を受けることになる。これを受けて共和国はクローン・トルーパーの軍団とジェダイ・マスターのルミナーラ・アンドゥリィ将軍、クインラン・ヴォス将軍、遅れてヨーダ将軍を派遣する。ヨーダが到着したことで戦力的に盛り返した共和国軍がカチーホを防衛していたとき、パルパティーン皇帝によってオーダー66が発令され、急速に状況が変わる。ターフルとチューバッカの助けを得てヨーダは辛くも惑星を脱出し、速やかに惑星を制圧したクローンたちもすぐに撤退する（キャッシークの戦い）。
しかしその後、ダース・ベイダー率いる帝国の艦隊が突然現れキャッシークを攻撃し始める。オーダー66を生き延びたはぐれジェダイをかくまった罪という表向きの理由とは別に、遅れているデス・スター建造に必要な労働者確保のためにおよそ20万人のウーキーが帝国から奴隷とみなされ連行されている。これ以降、キャッシークは帝国の直接統治下に置かれ、ウーキーにとって辛い時代となったのである。

## 主なウーキー
チューバッカ
アティッチトカック
チューバッカの父親。『スター・ウォーズ ホリデー・スペシャル』に登場。
マーラトバック
チューバッカの妻。『スター・ウォーズ ホリデー・スペシャル』に登場。
ランパワランプ
チューバッカの息子。『スター・ウォーズ ホリデー・スペシャル』に登場。
ターフル
『スター・ウォーズ エピソード3/シスの復讐』に登場。
チューバッカの一族のリーダー。仲間と共にクローン大戦に参戦。また、銀河皇帝となったパルパティーンによるオーダー66の発令後は、生き残ったジェダイであるヨーダが惑星キャッシークを脱出する準備をする。
ローバッカ
チューバッカの甥で、新共和国時代のジェダイ・ナイト。
ティヴォッカ
旧共和国時代のジェダイ・マスターでプロ・クーンの師匠。
ヤルア
旧共和国時代に惑星キャッシークを代表していた元老院議員。
メルーメルー
グンジ
『クローン・ウォーズ』シーズン5に登場したジェダイ・イニシエイト。
ワルファロ
『スター・ウォーズ 反乱者たち』に登場。
キットワー
『反乱者たち』に登場。

## 製作
- 「エピソード4・5・6」の頃からウーキー族による戦いという構想はあり[1]、資金的技術的問題で結局『エピソード3』まで持ち越しとなった。『エピソード6』のエンドアの戦いは、イウォーク族ではなく、当初の脚本ではウーキー族が戦う予定であった。これは両種族に共通する点として「原始的種族のシンプルな攻撃がハイテクな侵略者を打ち負かす」という構図を表したものである。
- 『エピソード3』では大勢のウーキー族の戦士が登場し戦闘するが、実際に演じたのは7人（うち何人かはバスケットボール選手）で、大多数はデジタル技術で増殖させたものである[2]。
- 「ウーキー」という言葉は、映画『THX 1138』の製作中に、DJのテリー・マクガバンがジョージ・ルーカスらと車に乗った際に何かを踏んでしまって、とっさに「ウーキーでも轢いたみたいだ！」と叫んだのを、ルーカスがメモしておいたものだという[1]。